# Reca
Reca é um município da Eslováquia, situado no distrito de Senec, na região de Bratislava. Tem 9,92 km² de área e sua população em 2019 foi estimada em 1544 habitantes.

## Demografia
| Ano:        | 1994 | 2004   | 2014    | 2024    |
| ----------- | ---- | ------ | ------- | ------- |
| Broj ljudi: | 1227 | 1244   | 1437    | 1729    |
| Razlika:    |      | +1,38% | +15,51% | +20,32% |

| Ano:               | 2023 | 2024   |
| ------------------ | ---- | ------ |
| Número de pessoas: | 1730 | 1729   |
| Diferença:         |      | -0,05% |